# 부~케
《부~케》(일본어: ぶ〜け, 영어: bouquet)는 슈에이샤가 1978년부터 2000년까지 발행한 소녀 만화 잡지이다.